# Грифон (гірництво)

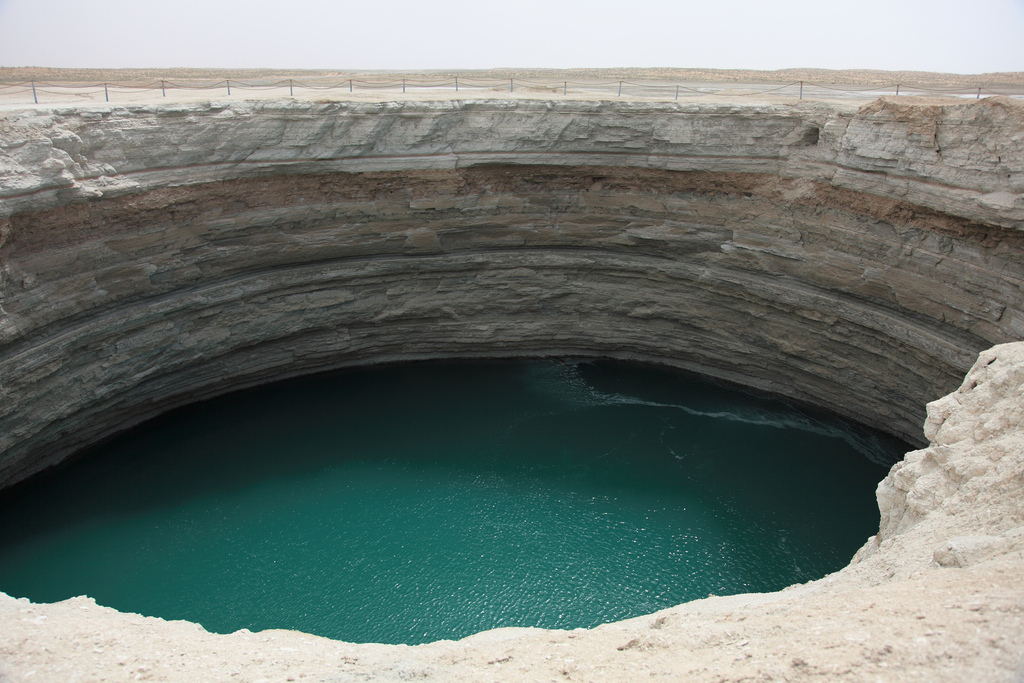
Кратер «Бірюзове озеро» (Turquoise Lake), 2010

Грифон — раптовий прорив на поверхню флюїду (частіше за все газу), що рухається під великим тиском по затрубному простору бурової свердловини. Виникає внаслідок порушення природної гідродинамічної рівноваги при нагнітанні теплоносія під тиском, близьким до гірничого — при експлуатації родовищ нафти і газу, підземній виплавці сірки. Грифон супроводжується утворенням кратерів, діаметр воронки яких іноді досягає кількох десятків і навіть сотень метрів. Супроводжується пожежами. Боротьба з грифонами складається з герметизації шляхів руху флюїду глушінням свердловини з подальшим тампонуванням і навіть ліквідації свердловини.

## Грифон Дарваза
Безумовно найвідомішим можна вважати грифон Дарваза, котрий туристи охрестили його «Брамою до пекла».
У 1971 році біля туркменського кишлака Дарваза розвідувально-пошуковим бурінням виявили поклади підземного газу. Під час буріння чергової розвідувальної свердловини, натрапили на велику підземну каверну, в результаті чого ґрунт під буровою провалився і утворилось провалля діаметром 70 м, з дна якого виходив підземний газ. Бурова вежа з усім обладнанням та транспортом провалилася в каверну (люди в інциденті не постраждали). Задля того, щоб небезпечні для людей та худоби газоутворення не виходили назовні, їх вирішили підпалити. Геологи припускали, що пожежа згасне сама, проте помилились, покладів газу виявилося достатньо, щоб горіти і до сьогодні. З 1971 року природній газ, що вивільняється з дна штучного кратера, невпинно палає вдень та вночі по сей день.